# Канюк неоарктичний
Канюк неоарктичний (Buteo jamaicensis) — вид хижих птахів роду канюк. Найбільш поширений канюк Північної Америки, від заходу Аляски і півночі Канади і аж до Панами та Карибів. Живиться переважно гризунами, вислідковуючи їх з окремих сухих дерев, електричних стовпів та інших високих присад.

## Опис

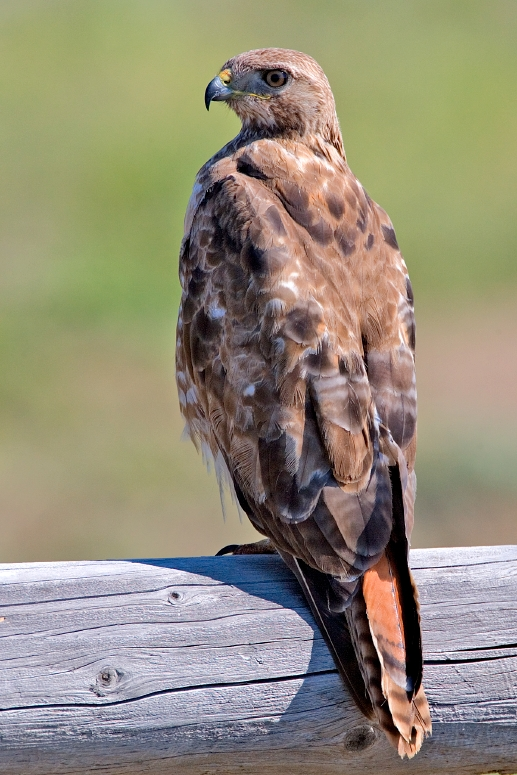
Характерний червоний хвіст

Неоарктичний канюк за розміром близький до канюка прерієвого, але дещо довший і з трохи меншим розмахом крил. Вага в середньому від 700 г до 1,6 кг, самки на чверть важчі від самців. Довжина тіла становить близько 45-65 см, розмах крил 110—145 см. Дорослі особини переважно темно-буро-рябі зверху і з охристо-рудим хвостом. Забарвлення нижньої частини світло-рябе, часом майже біле, бурі плямки більше сконцентровані на животі, хвіст візуально дещо темніший. Забарвлення молодих особини більш мінливе, хвіст зверху не такий рудий, в тон загального забарвлення, часто темніший, ніж у дорослих особин. В польоті кінці пер крил та плечі темніші, хвіст віялом. Статевого диморфізму за забарвленням немає, самці і самиці забарвлені подібно. У цього хижака потужний загнутий донизу дзьоб та міцні кігті.

## Поширення
Неоарктичний канюк зареєстрований у всіх 50 штатах США та 12 провінціях/територіях Канади, а також у Мексиці, на Багамах та на Кубі. Птахи з північніших районів зазвичай мігрують на південь, рятуючись від сильних морозів.
Антропогенний фактор справив вирішальний вплив на розселення неоарктичного канюка. Вирубування лісів створило відкриті місця, необхідні для полювання, а насадження дерев у степових районах дало можливості для гніздування, подібно як і стовпи електропередач та інші високі палі, які ідеально допомагають канюку в його тактиці полювання з високих присад.

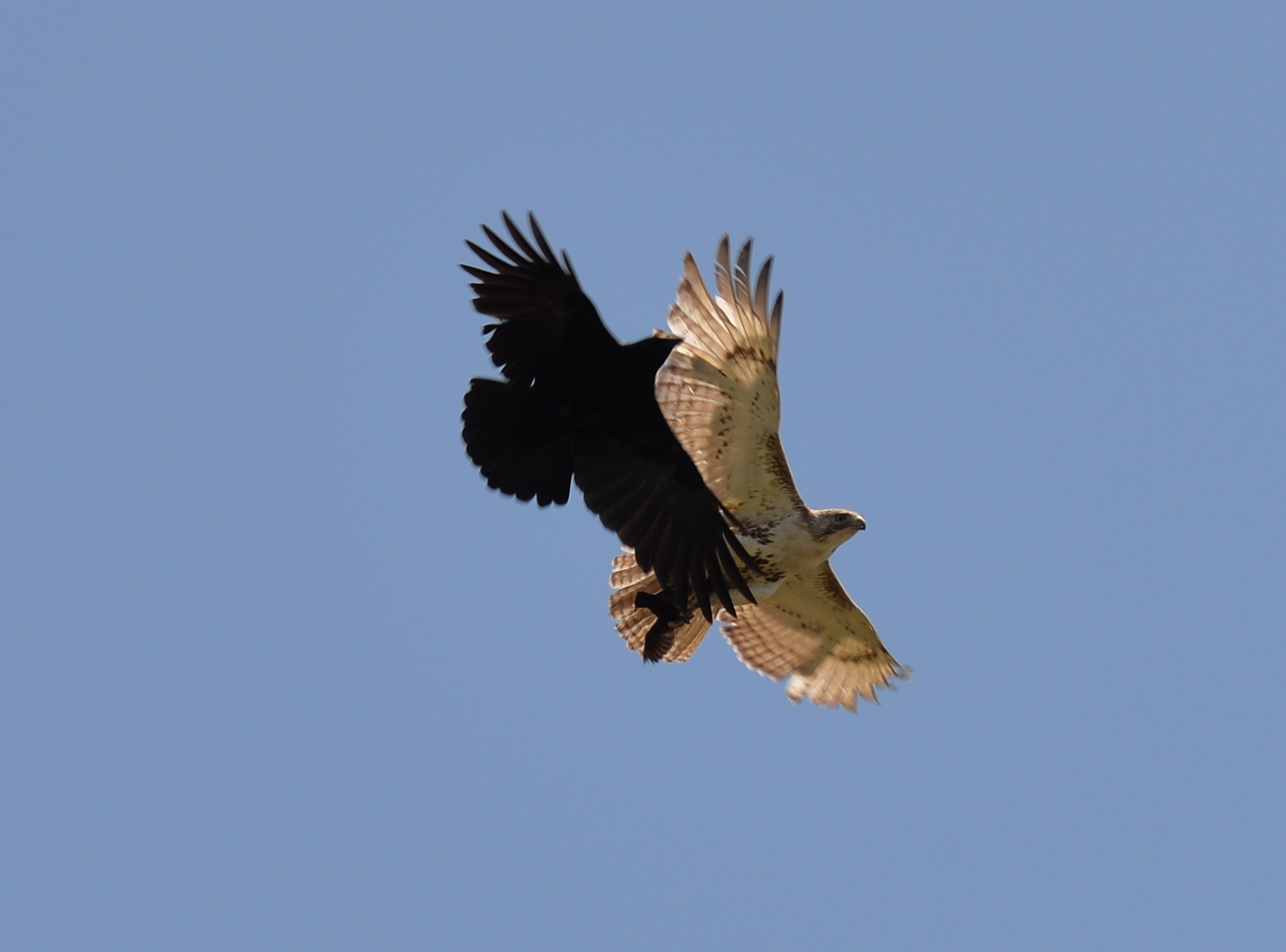
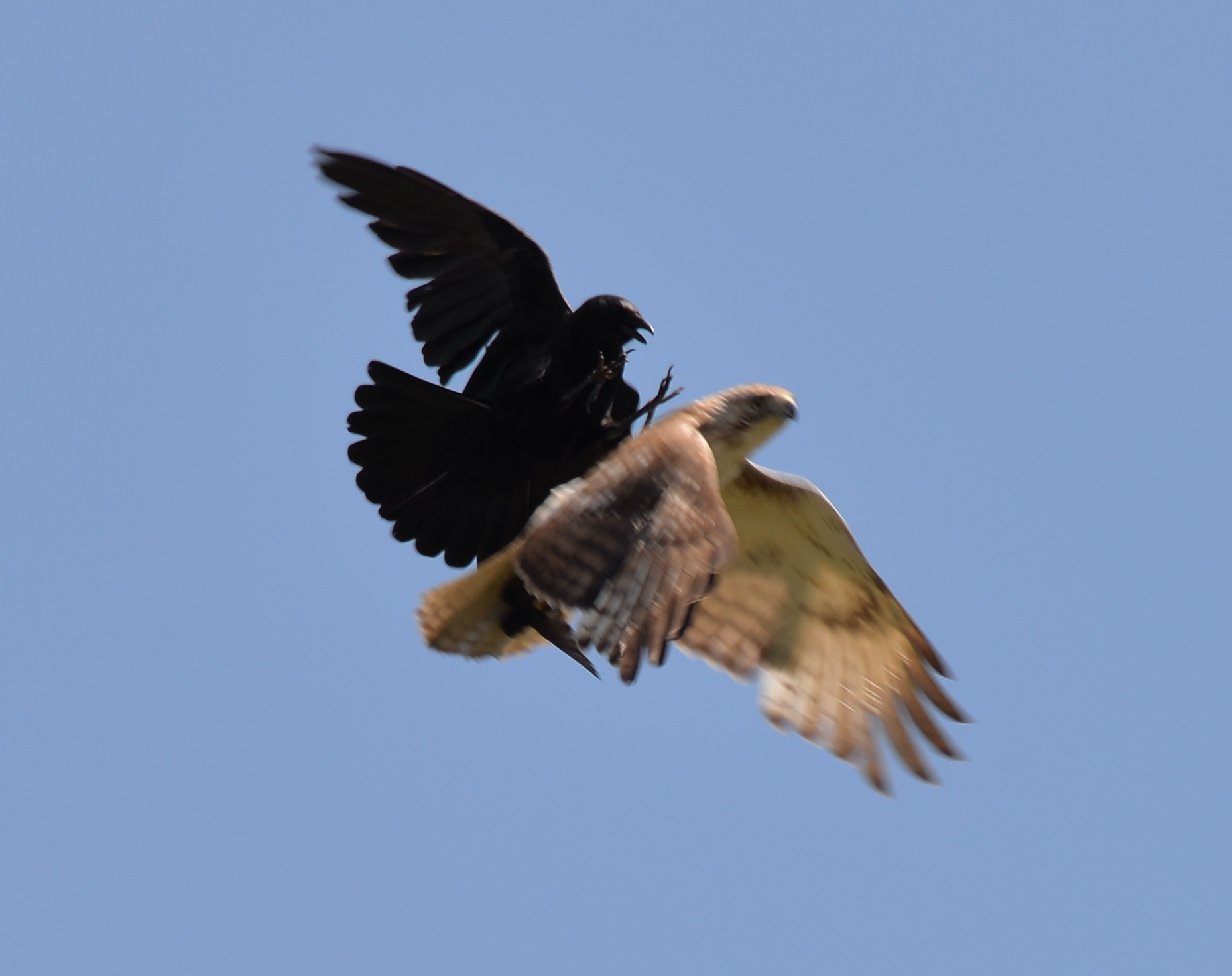

Ворона американська атакує канюка, який схопив пташеня

## Особливості біології
Птахи більше полюбляють відкриті місцевості на межею з лісом чи окремими деревами, на яких вони гніздяться. У гніздо на висоті до 25 м самиця відкладає 1-4 білуватих яєць, які висиджує 27-33 дні. Молодь вилітає з гнізда після 5 тижнів.

## Підвиди
Загалом виділяють 14 підвидів Buteo jamaicensis, які різняться за розмірами і забарвленням:
- B. j. jamaicensis,
- B. j. alascensis,
- B. j. borealis,
- B. j. calurus,
- B. j. costaricensis,
- B. j. fuertesi,
- B. j. fumosus,
- B. j. hadropus,
- B. j. harlani,
- B. j. kemsiesi,
- B. j. kriderii,
- B. j. socorroensis,
- B. j. solitudinus,
- B. j. umbrinus.